# Bravo (revistă în România)
Bravo a fost o revistă pentru adolescenți din România care a apărut bilunar între anii 1997 și 2014. Revista a fost deținută de PSK Solution și s-a adresat tinerilor între 12 și 18 ani.
Bravo oferea conținut despre staruri, lumea show-business-ului, trenduri, gadgeturi, jocuri electronice și love&sex.
A fost varianta românească a revistei germane cu același nume care este publicată fără întrerupere încă din 1956.